# 핑딩산 사건
핑딩산 사건(平頂山事件)은 1932년 9월 16일 현재의 중화인민공화국 랴오닝성 북부 푸순 시에서 일본군이 게릴라 토벌작전을 벌인다며 핑딩산(平頂山) 부락의 주민을 다수 학살한 사건을 가리킨다. 희생자 수에 대해서는 3천명(중국)이라는 설과 400~800명(일본 학자)이라는 설이 엇갈리지만 일본군이 민간인을 다수 학살했다는 사실 자체를 부정하는 이는 없다.